# Ruçuq
 (juin 2021).
Ruçuq (aussi, Rucuq, Ruchuk et Ruchuk’, Kishlak) est un village du district de Quba en Azerbaïdjan.  Le village fait partie de la commune d'Afurca (en).